# Stefan Vukanović Nemanjić
Stefan Vukanović Nemanjić (srpski Стефан Вукановић Немањић) bio je srpski plemić. Otac mu je bio Vukan, a stric Stefan Prvovenčani, prvi kralj Srbije. Stefan Nemanja bio je djed Stefana Vukanovića.
Vukan, Stefanov otac, kratko je vladao Srbijom. Također, Vukan je sebe smatrao kraljem Duklje.
Stefanov je brat bio Đorđe Nemanjić.
Stefan je dao podići jedan manastir. Stefan je jedini Vukanov sin koji je naslikan na lozama Nemanjića.